# Setså
Setså er en landsby i Nordland fylkes Nedre Saltdal.
Europavej E6 og Nordlandsbanen går gennem landsbyen.

## Historie
Under 2. verdenskrig lå Setså fangelejr for russere der - en af den tyske besættelsesmagtens fangelejre i Norge under Anden verdenskrig.
Setså station på Nordlandsbanen, blev nedlagt i 2017.